# Puntate de Il conte di Montecristo
Le otto puntate della miniserie televisiva Il conte di Montecristo (The Count of Monte Cristo) sono state trasmesse in Italia su Rai 1 dal 13 gennaio al 3 febbraio 2025 con le puntate pubblicate in anteprima su RaiPlay.
In Francia la miniserie andrà in onda su France 2 nel corso del 2025.
| nº | Titolo originale | Titolo italiano | Prima TV        |
| -- | ---------------- | --------------- | --------------- |
| 1  | The Letter       | Episodio 1      | 13 gennaio 2025 |
| 2  | The Castle       | Episodio 2      | 13 gennaio 2025 |
| 3  | The Treasure     | Episodio 3      | 20 gennaio 2025 |
| 4  | The Red Room     | Episodio 4      | 20 gennaio 2025 |
| 5  | The Ball         | Episodio 5      | 27 gennaio 2025 |
| 6  | Providence       | Episodio 6      | 27 gennaio 2025 |
| 7  | The Duel         | Episodio 7      | 3 febbraio 2025 |
| 8  | The Last Two     | Episodio 8      | 3 febbraio 2025 |

## Episodio 1
- Titolo originale: The Letter
- Diretta da: Bille August
- Scritta da: Sandro Petraglia e Greg Latter

### Trama
1815. Il valoroso marinaio Edmond Dantès è in procinto di diventare capitano e sposare l'amata Mercédès, dopo che il precedente capitano del mercantile Pharaon è morto durante l'ultimo viaggio; poco prima di morire, il capitano gli ha affidato in segreto una lettera, da consegnare a una persona di cui Edmond ignora l'identità. A sua insaputa il capo spedizioniere Danglars, invidioso del successo di Dantès, ha sentito tutto e si allea col cugino di Mercédès, Fernand Mondego, segretamente innamorato di lei e geloso del marinaio marsigliese, per rovinare il rivale. Sapendo che la lettera scritta è di Napoleone, i due lo accusano formalmente di fede bonapartista con un messaggio anonimo. Dantès viene dunque arrestato davanti a suo padre e Mercédès e portato al cospetto del sostituto procuratore del re Gérard de Villefort: questi, dopo avere accertato la buona fede del giovane, sarebbe in procinto di rilasciarlo ma, quando viene a sapere che sarebbe proprio suo padre, il bonapartista Noirtier de Villefort, il destinatario della lettera, per proteggere la sua scalata nell'ambiente filo-monarchico parigino brucia la missiva e condanna Dantès all'ergastolo nel castello d'If.
- Altri interpreti: Luke Carroll (governatore), Louise Gold (marchesa di Saint-Méran), Nicholas Gauci (Pierre), Roger Sloman (Louis Dantès), Joe Azzopardi (Louis), Paul Putner (Cocles), William Macbain (capitano del Pharaon), Reece Alexander-Putinas (ispettore), Steven Pinder (marchese di Saint-Méran), Pierre Stafrace (marinaio), Matthew Giorgio (ragazzo), Dario Maria Dossena (anziano), Daniel Formosa (domestico dei Saint-Méran), Noah Haber (Philippe da ragazzo), Sean James Sutton (sacerdote), Sandie von Brockdorff (Renée de Villefort), Erica Muscat (donna nella taverna).
- Ascolti Italia: telespettatori 5 005 000 – share 26,9%[3]

## Episodio 2
- Titolo originale: The Castle
- Diretta da: Bille August
- Scritta da: Sandro Petraglia e Greg Latter

### Trama
1825. Dopo dieci anni di prigionia, Dantès vede sbucare dalla parete della sua cella l'abate Faria, incarcerato a causa delle sue posizioni politiche e intento a costruire un tunnel per evadere. I due fanno amicizia e decidono di collaborare per scavare un nuovo tunnel e fuggire; contestualmente, il vecchio erudito istruisce Dantès su varie discipline, dall'etichetta alle lingue, dalla matematica al duello con le spade; inoltre, dopo che Edmond gli ha raccontato gli eventi precedenti alla sua incarcerazione, l'abate li collega a un bonapartista che aveva conosciuto in precedenza, facendo capire al giovane che il destinatario della lettera era il padre di Villefort e che questi lo ha incarcerato per proteggere la sua carriera. Intanto a Pierre Morrel, il datore di lavoro di Edmond, viene dichiarato il suicidio di questi e il padre Louis muore di crepacuore; non avendo più speranza di rivedere il suo amato, Mercedes sposa Fernand e si trasferisce a Parigi. Dopo altri cinque anni passati a studiare e scavare, Faria viene piegato dalla tarda età e infine spira, ma non prima di aver rivelato a Dantès l'ubicazione del tesoro degli Spada, situato sull'isola di Montecristo; quella notte il giovane si sostituisce al corpo dell'abate quando le guardie si recano nella cella per gettarlo in mare, riuscendo così a fuggire.
- Altri interpreti: Luke Carroll (governatore), Nicholas Gauci (Pierre), Lynette Creane (Marie), Roger Sloman (Louis Dantès), Lee Colley (artista), Joe Azzopardi (Louis), Paul Portelli (ispettore della prigione).
- Ascolti Italia: telespettatori 5 005 000 – share 26,9%[3]

## Episodio 3
- Titolo originale: The Treasure
- Diretta da: Bille August
- Scritta da: Sandro Petraglia, Greg Latter, Lorenzo Bagnatori, Eleonora Bordi e Michela Straniero

### Trama
Marsiglia, 1830. Dopo aver rubato dei vestiti a casa di un contadino, Edmond Dantès continua a fuggire. Tornato in città, scopre che suo padre, Louis Dantès, è morto nel 1825; recatosi dinanzi alla tomba, tuttavia, nota che accanto a quella di suo padre è presente anche la sua, con anno di morte il 1815. Prova dunque a cercare la sua promessa sposa, Mercédès, nel luogo in cui lei lavorava tanti anni prima, ma anche qui si scontra con la dura realtà: Mercédès si è sposata e si è trasferita a Parigi. 
Per strada, Edmond salva Jacopo, un contrabbandiere italiano in fuga dalla polizia, il quale gli dice di avere ancora la barca al largo della costa, ma di non sapere come usarla, essendo state arrestate tutte le persone coinvolte nel contrabbando, compreso il timoniere. Jacopo conduce quindi Edmond, che si fa chiamare Sindbad, alla barca, convinto che l'esperto marinaio porterà lui e suo nipote Ettore a casa dalla loro famiglia, a Talamone, ma il marsigliese inizialmente ha altri piani: guida l'imbarcazione fino all'isola di Montecristo e, una volta scesi, lascia Jacopo e suo nipote ad accendere il fuoco, mentre lui si avventura in cerca del tesoro rivelatogli dall'abate Faria, senza successo. Appena lasciano l'isola, però, Edmond scorge in lontananza il punto esatto che stava cercando: delle rocce a forma di orecchie di coniglio. Giunto a Talamone, ruba la barca da pesca di Jacopo durante la notte e si dirige nuovamente sull'isola di Montecristo, dove finalmente trova l'immenso tesoro. 
Inizia così un nuovo capitolo nella vita di Dantès: divenuto il conte di Montecristo, il giovane vuole giustizia a ogni costo e si reca da un sacerdote a confessargli di volere vendetta contro chi gli ha rubato 15 anni della sua vita, nonostante il parroco tenti di dissuaderlo invogliandolo a perdonare. Edmond, volendo persone di cui fidarsi per compiere giustizia, manda a Jacopo una lettera: nella missiva, assieme a una cospicua somma di denaro, riporta di aver comprato due barche e tre case per la sua famiglia e in cambio lo convoca per un incontro a Marsiglia, durante il quale gli racconta la sua storia e gli chiede aiuto per scoprire i responsabili del tradimento a suo danno, affinché possano essere puniti. Con un inganno, Dantès riesce a entrare in possesso del fascicolo relativo al suo arresto, e in esso trova la lettera anonima contenente le accuse di bonapartismo.
Il foglio reca il timbro della taverna di Caderousse, un oste che Edmond conosceva bene; dopo averlo rintracciato e avergli mostrato la lettera, rivela a questi la sua identità, minacciando di ucciderlo a meno che non gli riveli chi l'abbia scritta. Caderousse gli confessa quindi che gli autori della lettera furono Danglars e Fernand, che quest'ultimo ha sposato Mercédès e che ora vivono a Parigi; aggiunge inoltre che il primo è diventato un ricco banchiere, mentre il secondo, oltre a essere un importante politico, dopo un'onorata carriera militare ha acquisito anche il titolo nobiliare di conte de Morcerf; gli comunica infine che fu Villefort, ormai diventato Procuratore del Re, ad annunciare la morte di Dantès al signor Morrel e per questo tutti lo credettero morto. Edmond, furibondo a causa della scoperta, è dunque intenzionato a uccidere Caderousse, perché era a conoscenza del tradimento e non ha fatto niente per smascherare i colpevoli, ma questi lo supplica di risparmiarlo, confidandogli di essersi occupato di suo padre Louis fino al giorno della sua morte e che quando scoprì l'inganno di Fernand e Danglars, i due minacciarono di ucciderlo per impedirgli di parlare e ora la sua parola non vale niente contro uomini potenti come loro; infine rivela che fu Mercédès a occuparsi delle due tombe al cimitero. Edmond, per dargli la possibilità di espiare la sua colpa, gli ordina di lavorare al suo servizio, affidandogli l'incarico di scoprire qualsiasi dettaglio sulle vite di Villefort, Danglars e Fernand, promettendogli in cambio soldi e alloggio a Parigi.
Edmond, venuto a conoscenza che la ditta del signor Morrel è sull'orlo della bancarotta e che tre imbarcazioni, tra cui il Pharaon, sono affondate, paga tutti i debiti della compagnia, facendo recapitare al suo ex datore di lavoro, il quale non aveva mai smesso di credere nella sua innocenza, le ricevute dei suoi creditori, assieme a un diamante e del denaro per risarcire la perdita del Pharaon. Il signor Morrel, che era ormai sul punto di suicidarsi per la disperazione di non poter saldare i suoi debiti, rimane incredulo di fronte a tale miracolo, notando con stupore che la sacca nella quale gli sono state consegnate la gemma e le ricevute è la stessa che lui aveva regalato a Edmond e Mercédès per il loro fidanzamento. Tra le persone da risarcire Edmond include anche il contadino a cui aveva rubato i vestiti appena fuggito, inviandogli, tramite Jacopo, una somma notevole di franchi. Contrariamente a Jacopo, che vorrebbe trovare i suoi tre nemici e ucciderli, Edmond intende farli soffrire e far perdere loro tutto.
- Altri interpreti: Robin Greer (Maximilien Morrel), Nell Baker (Julie Morrel), Paul Putner (Cocles), Nigel Betts (Garnier), Ray Calleja (gendarme), Alessia Pratolongo (moglie del contadino), Mike Parish (anziano), Gary Cutajar (Philippe da adulto), Nathan Brimmer (direttore delle poste), Sean James Sutton (sacerdote), Mikhail Basmadjian (proprietario), Matthew Scurfield (becchino).
- Ascolti Italia: telespettatori 5 781 000 – share 31,4%[4]

## Episodio 4
- Titolo originale: The Red Room
- Diretta da: Bille August
- Scritta da: Sandro Petraglia, Greg Latter, Lorenzo Bagnatori, Eleonora Bordi e Michela Straniero

### Trama
Alcuni anni prima, in una villa sperduta nelle campagne di Parigi, Villefort assiste alla nascita del suo figlio illegittimo, per poi ordinare all'ostetrica Sabrine, che ha aiutato la sua amante a partorire, di andarsene; la donna però vede di nascosto Villefort seppellire un baule in giardino e in seguito lo dissotterra, scoprendovi dentro il bambino, ancora vivo.
1835. Caderousse informa Edmond di aver trovato l'ostetrica rinchiusa in un manicomio per volere di Villefort al fine di nascondere il suo segreto dopo che lei aveva provato a ricattarlo; inoltre rivela che Albert, il figlio 18enne di Fernand e Mercédès, che finora ha studiato in un collegio, sarà al Carnevale di Roma.
Il giorno della festa a Roma il conte di Montecristo invita a colazione Albert e il suo amico Franz d'Epinay, per poi farli assistere all'esecuzione di un condannato e prestare ai due la sua carrozza per girare la città. Durante i festeggiamenti Albert viene attirato da un'avvenente ragazza in un vicolo e catturato da alcuni furfanti capitanati da Luigi Vampa (mascherato e dunque irriconoscibile). Franz riceve quella sera una lettera di riscatto ma, non avendo la somma richiesta, chiede aiuto al conte, il quale incontra Vampa, che fa liberare il ragazzo per non affrontare il nobile, scusandosi per l'inconveniente (in realtà il rapimento è stata tutta una messinscena, in quanto il bandito è in combutta con Edmond, di cui è diventato amico dopo che questi l'aveva protetto dai soldati che lo stavano cercando); per ringraziarlo Albert promette al nobiluomo di presentarlo all'alta società di Parigi, dove egli è diretto per affari. Nel frattempo Jacopo e Caderousse fanno evadere Sabrine, venendo però costretti a uccidere il secondino che avevano corrotto, in quanto pretendeva più soldi di quelli promessi. Villefort viene successivamente a sapere della fuga della donna e ordina che venga ritrovata e giustiziata sulla ghigliottina.
Il conte, presenziando a vari eventi, viene presentato da Albert a Mercédès (che dopo un primo momento sembra riconoscerlo), Danglars, sua moglie Hermine e la loro figlia Eugénie, promessa sposa di Albert, Villefort con la seconda moglie Héloise e la figlia del primo matrimonio Valentine, Lucien Debray, segretario del Ministro dell'interno e il caporedattore del quotidiano di Parigi Beauchamp.
In seguito il nobiluomo invita le persone conosciute (tranne Fernand e Mercédès, assenti a causa di un malore della donna) a un pranzo nella villa fuori città che era di proprietà di Villefort. Durante il soggiorno il nobiluomo mostra nel suo laboratorio la sua passione per la chimica e i veleni, intrigando Héloise, per poi in seguito rivelare che comprò la villa per via delle strane voci che circolavano su una stanza con un letto dalle lenzuola insanguinate, in cui un bambino era stato fatto nascere in segreto e poi seppellito in un baule; il fatto sconvolge sia Villefort che Hermine, mentre gli altri ospiti rimangono intrigati dalla storia.
Mentre gli ospiti si rilassano in giardino Sabrine, portata in precedenza nella villa e tenuta nascosta, rivela a Caderousse che i genitori del bambino sepolto sono Villefort e Hermine, dopo averli riconosciuti guardandoli da una finestra.
- Altri interpreti: Bastien Fontaine-Oberto (Franz d'Epinay), Greg Hughes (Boville), Ramona Von Pusch (Isabelle), Berktan Yurdover (brigante), Elijah Remzi (segretario di Villefort), Philip Leone Ganado (inserviente dell'ospedale psichiatrico), Nicoletta Di Bisceglie (Theresa), Anthony Mizzi (Giuseppe), Lucio Zagaria (uomo condannato), Federico Battilocchio (esecutore), Paolo Bonanni (messaggero), Jordan Alexander (ufficiale), Fabrizio Campanelli (Peppino).
- Ascolti Italia: telespettatori 5 781 000 – share 31,4%[4]

## Episodio 5
- Titolo originale: The Ball
- Diretta da: Bille August
- Scritta da: Sandro Petraglia, Greg Latter, Lorenzo Bagnatori, Eleonora Bordi e Michela Straniero

### Trama
Edmond continua la sua vendetta: si reca da Danglars per aprire presso la banca che dirige un conto, ma chiede all'uomo una cospicua somma in anticipo prima che arrivi il capitale; nel frattempo rintraccia Haydée, la figlia di Alì Pascià, un uomo benvisto dalla nobiltà francese, ucciso a tradimento da Fernand anni prima e le offre protezione in cambio della sua testimonianza del delitto.
Albert non è entusiasta di sposare Eugénie e discute con suo padre, che rivela incautamente alla presenza di una domestica di ottenere informazioni economiche tramite la moglie Hermine, grazie alla relazione di quest'ultima con Lucien Debray, in modo che lei possa speculare con i loro risparmi nel commercio di Borsa. La domestica è amante di Caderousse e il pettegolezzo arriva alle orecchie di Edmond.
Il conte di Montecristo riesce, drogando un marconista, ad accedere alle comunicazioni tramite telegrafo e trasmette la falsa notizia di una rivolta in Spagna, cosa che porta Danglars e altri investitori a vendere tutte le azioni spagnole prima del loro presunto crollo, provocando loro ingenti perdite economiche, in particolare a Danglars. Il conte scopre anche che il signor Morel è morto e che i figli hanno venduto l'attività di famiglia, offrendo loro il suo aiuto qualora ne avessero bisogno.
Villefort assolda un investigatore per far cercare l'ostetrica e avere informazioni su Montecristo e sul suo passato, ma il conte si accorge di essere sorvegliato e dice a Caderousse di avere sospetti non tanto sulla sua lealtà, ma sulla sua capacità di non rivelare informazioni qualora fosse torturato, sapendo che l'uomo è un pavido.
Edmond viene a sapere che Maximilien Morel è innamorato di Valentine, unione osteggiata dal padre di lei, che la vuole sposa a Franz d'Epinay. Durante un ballo in società avvengono diversi incontri: Edmond parla con Mercédès, la quale rifiuta di pensare di trovarsi davanti il suo ex fidanzato, Maximilien incontra Valentine, che però è costretta a stare in compagnia di Franz e Haydée riconosce in Fernand l'uomo che ha tradito suo padre.
Intanto Jacopo viene mandato da Edmond in Italia a cercare Vampa per portarlo a Parigi, perché ha un lavoro da fargli fare.
- Altri interpreti: Bastien Fontaine-Oberto (Franz d'Epinay), Méghane De Croock (Eugénie Danglars), Robin Greer (Maximilien Morrel), Kate Woodman (Louise D'Armally), Lynette Creane (Marie), Greg Hughes (Boville), Ramona Von Pusch (Isabelle), Nell Baker (Julie Morrel), Leo Harris (Édouard de Villefort), Devin Kordt-Thomas (operatore del telegrafo), Michael Jamak (sarto), Kai Groenwald (capitano dell'esercito), Mattia Paradiso (segretario di Danglar).
- Ascolti Italia: telespettatori 5 299 000 – share 28%[5]

## Episodio 6
- Titolo originale: Providence
- Diretta da: Bille August
- Scritta da: Sandro Petraglia, Greg Latter, Lorenzo Bagnatori, Eleonora Bordi e Michela Straniero

### Trama
Edmond organizza una cena a cui sono invitati tutti i suoi bersagli, a cui giunge Vampa sotto le mentite spoglie del conte Spada; durante la cena il finto nobiluomo racconta la storia della mappa del tesoro del suo antenato, Cesare Spada e di come si sia arricchito grazie alla fortuna ritrovata, cosa che accende la cupidigia dei Danglars, che meditano ora di dargli in sposa la loro figlia Eugénie, mentre Haydée rivela a Edmond che Héloise Villefort, con la scusa di usare il bagno, durante la cena è andata a curiosare di nascosto nel suo laboratorio dove sono custoditi i veleni e che una boccetta manca all'appello.
Danglars il giorno dopo si reca da Edmond cercando informazioni su Spada e in seguito fa in modo di incontrare il conte in un locale per presentare a quest'ultimo Eugénie; successivamente Spada scopre la ragazza in atteggiamenti affettuosi con la sua pianista e maestra di canto Louise, cosa che però non sconvolge il finto nobile che promette di mantenere il segreto.
La firma del contratto matrimoniale tra Valentine e Franz si avvicina; Maximilien chiede alla ragazza di fuggire con lui, ma lei rifiuta per lealtà verso la sua famiglia. La nonna materna, la Marchesa di Saint-Méran, informa Valentine che lei sarà l'unica erede della sua fortuna e subito dopo Héloise, desiderosa di ottenere l'eredità familiare affinché vada a suo figlio Édouard, dice alla figliastra che può evitare il matrimonio entrando in convento, ma la ragazza le rinfaccia di aver capito il suo piano e se ne va sdegnata. Il giorno della firma Noirtier Villefort, il nonno paterno infermo di Valentine, tramite una precedente istigazione di Montecristo, confessa di aver ucciso il padre di Franz, il generale d'Epinay, per evitare che lo denunciasse per bonapartismo; di conseguenza Franz annulla l'accordo matrimoniale e se ne va indignato. Quella sera stessa Héloise uccide la suocera con il veleno rubato a casa di Montecristo, facendo in modo che la colpa ricada sulla figliastra, che viene arrestata.
L'investigatore informa Villefort che Caderousse sta facendo ricerche su lui, de Morcef e Danglars e la cosa lo spaventa; intanto Fernand e Mercédès litigano: Montecristo ha regalato un paio di orecchini alla donna e il marito, possessivo e geloso, al rifiuto di lei di restituirli, la colpisce. Mercédès incontra Edmond per restituire i gioielli e in quell'occasione lui mostra alla sua amata l'orologio che lei gli aveva regalato per il loro fidanzamento tanti anni fa; finalmente la donna capisce chi ha davvero davanti.
- Altri interpreti: Bastien Fontaine-Oberto (Franz d'Epinay), Méghane De Croock (Eugénie Danglars), Robin Greer (Maximilien Morrel), Louise Gold (marchesa di Saint-Méran), Kate Woodman (Louise D'Armally), Lynette Creane (Marie), Massimiliano Cutrera (Barrois), Stefano Vona Bianchini (ispettore capo Robert), Greg Hughes (Boville), Ramona Von Pusch (Isabelle), Leo Harris (Édouard de Villefort), Steven Pinder (marchese di Saint-Méran), Mauro Cipriani (notaio), Tip Cullen (generale d'Epinay), Stella Segalerba (governante di Villefort), Armen Georgian (dott. d'Avigny), Sandie von Brockdorff (Renée de Villefort).
- Ascolti Italia: telespettatori 5 299 000 – share 28%[5]

## Episodio 7
- Titolo originale: The Duel
- Diretta da: Bille August
- Scritta da: Sandro Petraglia e Greg Latter

### Trama
Edmond mette la pulce nell'orecchio a Fernand riguardo al fatto che Danglars non desideri più il matrimonio tra Eugénie e il figlio Albert; l'uomo si precipita da Danglars pretendendo di fissare una data per l'unione tra i giovani, ma questi prende tempo. Eugénie è sconvolta perché il padre la vuole obbligare a sposare il conte Spada in modo che la famiglia possa ripagare i debiti contratti.
Jacopo rintraccia Gaston, il figlio illegittimo di Villefort che il padre aveva sepolto vivo da neonato subito dopo essere stato partorito da Hermine Danglars, ora un ladruncolo che vive per strada di espedienti. Con uno stratagemma, Edmond lo fa finire nei guai con la giustizia, ma qualcosa va storto: non solo il ragazzo uccide l'investigatore assoldato da Villefort, ma compromette anche Caderousse, che Edmond deve nascondere affinché i suoi piani di vendetta non vadano a monte; gli dà quindi dei soldi e lo fa imbarcare per New York. Prima di partire, il locandiere ringrazia Edmond, augurandogli di riuscire a trovare la pace una volta portata a termine la sua vendetta.
La notizia che il conte de Morcef è implicato nella morte di Alì Pascià arriva alla stampa; Albert affronta Danglars, che gli dice di essere stato costretto a divulgare la notizia infamante da Montecristo e nel frattempo il padre è convocato dalla camera dei Pari e accusato. Haydée si presenta all'udienza e testimonia pubblicamente contro Mondego: racconta di come de Morcef abbia ucciso Alì a tradimento e venduto lei, allora bambina, come schiava assieme alla madre, che in seguito morì di stenti. La ragazza esibisce anche come prove le ricevute della sua vendita in schiavitù e Mondego di conseguenza viene rimosso dalla carica di Pari.
Albert intercetta all'opera Edmond e decide di sfidarlo a duello per lavare l'onta della disgrazia gettata sull'onore della sua famiglia, mentre il finto Conte Spada ottiene dai genitori di Eugénie la mano della ragazza. Mercédès si precipita da Edmond pregandolo di risparmiare il figlio e l'uomo le rivela il ruolo che hanno avuto Fernand e Danglars nel rovinargli la vita; lei chiede pietà e perdono a Edmond e questi le dice che risparmierà la vita di Albert sacrificando la sua morendo nel duello, poiché la cosa che più ha amato dopo Mercédès è la sua dignità e non sopporterebbe che sia calpestata nuovamente dalla vergogna.
La mattina del duello tuttavia Albert, a cui la madre la notte prima ha raccontato tutto, chiede perdono a Montecristo poiché ha capito che in fondo il padre è colpevole e merita ciò che gli è capitato. Montecristo accetta le scuse, mentre Fernand si infuria e si reca da lui per sfidarlo a duello, ma il conte scopre le sue carte, rivelandogli non solo di essere a conoscenza di tutti i suoi misfatti, ma anche di essere Edmond Dantès e che Albert e Mercédès sanno la verità.
Tornato a casa, Fernand trova la moglie e il figlio che stanno abbandonando la loro dimora e in preda alla disperazione di aver perso tutto, si toglie la vita sparandosi.
- Altri interpreti: Méghane De Croock (Eugénie Danglars), Kate Woodman (Louise D'Armally), Lynette Creane (Marie), Stefano Vona Bianchini (ispettore capo Robert), Greg Hughes (Boville), Henry Lawfull (Gaston), Donato Altomare (Marcel), Elijah Remzi (segretario di Villefort), Allina Cerni (testimone), Sam Cox (presidente dell'assemblea), Alex Reece (nobiluomo), Christopher Jones (nobiluomo), Mattia Paradiso (segretario di Danglar).
- Ascolti Italia: telespettatori 5 304 000 – share 28,9%[6]

## Episodio 8
- Titolo originale: The Last Two
- Diretta da: Bille August
- Scritta da: Sandro Petraglia e Greg Latter

### Trama
Montecristo si presenta da Villefort, afflitto per l'arresto di Valentine; il conte gli rivela che Haydée, l'ultima volta che erano stati a cena nella sua villa, aveva visto Héloise prendere una fiala del veleno usato per uccidere l'anziana Marchesa di Saint-Méran.
Danglars, non avendo più Fernand al governo come appoggio, rischia di veder saltare l'affare che Montecristo ha messo in piedi e si reca dal conte chiedendogli i soldi in anticipo, ma Edmond lo rassicura che avrà il denaro alla firma del contratto di matrimonio tra Eugénie e il conte Spada; in seguito fa' mandare via Haydée, ringraziandola per il suo contributo e ricompensandola generosamente.
Nel frattempo il finto Conte Spada dà a Eugénie e alla sua amata Louise lettere di referenze per i teatri di Roma affinché possano esibirsi nel canto dell'opera, implicando loro di scappare il giorno della firma del contratto di matrimonio. Intanto Villefort sospetta di sua moglie e mentre indaga scopre nella stanza di Valentine la boccetta vuota del veleno, cosa che però scagiona la ragazza, poiché lui l'aveva già perquisita il giorno del suo arresto.
Mercédès ed Edmond si incontrano ad un caffè, dove lui le chiede di prelevare dal suo conto tutte le sue ricchezze, in modo così da non lasciare scampo a Danglars: lei, pur comprendendo in parte l'amato, disapprova la sua condotta e come il suo desiderio di vendetta lo abbia logorato. Montecristo porta in seguito al giornale di Beauchamp le prove di come Danglars e la moglie speculassero illegalmente in investimenti tramite il metodo dell'insider trading. La rovina pubblica di Danglars è completa: durante il ricevimento per la firma del contratto matrimoniale tra Spada e Eugénie, scopre contemporaneamente che la ragazza è fuggita con Eloise e i suoi risparmi rimasti e che la notizia delle sue speculazioni è pubblica, venendo arrestato insieme alla moglie Hermine e a Lucien Debray, venuto lì per esigere la sua parte di denaro e fuggire dal paese; Vampa invece, avendo adempiuto alla sua parte, può tornarsene tranquillamente in Italia, senza che nessuno scopra chi era veramente.
Villefort affronta la moglie Héloise e la informa di avere le prove che è stata lei a uccidere la nonna di Valentine e che la denuncerà. Intanto in tribunale, dove Villefort rappresenta l'accusa, si svolge il processo per omicidio in cui Gaston è imputato; la difesa fa testimoniare Sabrine Laurent, l'ostetrica che ha fatto nascere Gaston: la donna testimonia che il ragazzo è il figlio illegittimo di Villefort e Hermine Danglars, che il primo ha cercato di sbarazzarsi del neonato seppellendolo vivo in una piccola bara e che lei l'ha salvato, dissotterrandolo e tenendolo con sé. Villefort abbandona l'aula in preda alla vergogna e, tornato a casa, scopre con dolore che Héloise ha ucciso Edouard e subito dopo si è suicidata. Edmond, giunto sul luogo per rivelare a Villefort la sua vera identità, rimane sconvolto nel constatare di aver provocato la morte di un bambino e se ne va via senza dire una parola.
Valentine è dunque libera e finalmente può ricongiungersi con l'amato Maximilien; quella sera stessa Montecristo congeda Jacopo e Ettore, ringraziandoli per i loro servizi e promettendo loro un cospicuo vitalizio finché avrà vita. Subito dopo scrive a Danglars, detenuto in carcere, rivelandogli la sua vera identità e allegando alla missiva la lettera anonima con cui egli aveva rovinato la sua vita molti anni fa, umiliandolo un'ultima volta. Tornato a Marsiglia, Edmond incontra Mercédès e la informa che lascerà la Francia per mettersi in viaggio per il mondo; le confessa inoltre di sentirsi a pezzi nonostante il suo obbiettivo fosse quello di vendicarsi dei suoi nemici, ma Mercédès gli fa intendere che starà con lui e che lo aiuterà a trovare la pace.
- Altri interpreti: Méghane De Croock (Eugénie Danglars), Robin Greer (Maximilien Morrel), Kate Woodman (Louise D'Armally), Nell Baker (Julie Morrel), Greg Hughes (Boville), Henry Lawfull (Gaston), Ramona Von Pusch (Isabelle), Elijah Remzi (segretario di Villefort), Craig Stevenson (giudice), Allina Cerni (testimone), Connor Williams (avvocato della difesa), Leo Harris (Édouard de Villefort), Mattia Mele (messo del tribunale), Steffan Busuttil (carceriere).
- Ascolti Italia: telespettatori 5 304 000 – share 28,9%[6]